# Seznam českých příjmení, J
Toto je seznam českých příjmení začínajících na písmeno J. Seznam zatím zahrnuje pouze příjmení s více než 200 mužskými nositeli.
| Příjmení    | Počet | Přechýleně    | Počet  | ORP s největší hustotou  |
| ----------- | ----- | ------------- | ------ | ------------------------ |
| Jelínek     | 9 815 | Jelínková     | 10 308 | Kutná Hora               |
| Janda       | 5 140 | Jandová       | 5 413  | Klatovy                  |
| Jaroš       | 4 542 | Jarošová      | 4 838  | Kravaře                  |
| Ježek       | 4 363 | Ježková       | 4 514  | Dobruška                 |
| Ježek       | 4 363 | Ježeková      | 1      | Dobruška                 |
| Janeček     | 3 876 | Janečková     | 4 822  | Dvůr Králové nad Labem   |
| Janoušek    | 3 759 | Janoušková    | 3 866  | Mnichovo Hradiště        |
| Jedlička    | 3 666 | Jedličková    | 3 694  | Konice                   |
| Jeřábek     | 3 519 | Jeřábková     | 3 654  | Holice                   |
| Janků       | 3 409 | Jankůová      | 2      | Svitavy                  |
| Jílek       | 2 998 | Jílková       | 3 105  | Polička                  |
| Jindra      | 2 233 | Jindrová      | 2 335  | Trhové Sviny             |
| Jirásek     | 2 162 | Jirásková     | 2 663  | Náchod                   |
| Janík       | 1 866 | Janíková      | 1 922  | Kravaře                  |
| Jonáš       | 1 860 | Jonášová      | 1 880  | Humpolec                 |
| Janů        | 1 852 | –             | –      | Nové Město na Moravě     |
| Janíček     | 1 685 | Janíčková     | 1 840  | Pohořelice               |
| Janíček     | 1 685 | Janíčeková    | 2      | Pohořelice               |
| Jirků       | 1 605 | –             | –      | Pacov                    |
| Jakubec     | 1 543 | Jakubcová     | 1 558  | Dačice                   |
| Jakubec     | 1 543 | Jakubecová    | 1      | Dačice                   |
| Janovský    | 1 464 | Janovská      | 1 513  | Týn nad Vltavou          |
| Javůrek     | 1 373 | Javůrková     | 1 383  | Ústí nad Orlicí          |
| Jansa       | 1 251 | Jansová       | 1 339  | Česká Třebová            |
| Jančík      | 1 245 | Jančíková     | 1 252  | Bystřice nad Pernštejnem |
| Jahoda      | 1 201 | Jahodová      | 1 279  | Rýmařov                  |
| Janák       | 1 199 | Janáková      | 1 238  | Světlá nad Sázavou       |
| Junek       | 1 149 | Junková       | 1 168  | Lanškroun                |
| Junek       | 1 149 | Juneková      | 4      | Lanškroun                |
| Jašek       | 1 123 | Jašková       | 1 315  | Kopřivnice               |
| Jašek       | 1 123 | Jašeková      | 10     | Kopřivnice               |
| Jakeš       | 1 113 | Jakešová      | 1 108  | Český Krumlov            |
| Janáček     | 1 068 | Janáčková     | 1 184  | Chotěboř                 |
| Jirák       | 1 042 | Jiráková      | 1 147  | Humpolec                 |
| Janča       | 1 041 | Jančová       | 1 254  | Uherský Brod             |
| Jiroušek    | 979   | Jiroušková    | 983    | Vysoké Mýto              |
| Janata      | 914   | Janatová      | 938    | Semily                   |
| Jánský      | 895   | Jánská        | 983    | Horšovský Týn            |
| Jirsa       | 880   | Jirsová       | 884    | Rychnov nad Kněžnou      |
| Jíra        | 873   | Jírová        | 955    | Turnov                   |
| John        | 853   | Johnová       | 871    | Hořice                   |
| Jiránek     | 853   | Jiránková     | 848    | Nový Bydžov              |
| Juřica      | 834   | Juřicová      | 881    | Valašské Klobouky        |
| Janota      | 869   | Janotová      | 899    | Blatná                   |
| Jiřík       | 823   | Jiříková      | 869    | Klatovy                  |
| Jakl        | 791   | Jaklová       | 796    | Nové Město nad Metují    |
| Jurčík      | 790   | Jurčíková     | 814    | Holešov                  |
| Jirka       | 771   | Jirková       | 864    | Jaroměř                  |
| Jež         | 769   | Ježová        | 853    | Bystřice nad Pernštejnem |
| Jelen       | 764   | Jelenová      | 768    | Dobruška                 |
| Jech        | 760   | Jechová       | 962    | Pacov                    |
| Jurečka     | 753   | Jurečková     | 1 147  | Kopřivnice               |
| Janečka     | 738   | Janečková     | 4 822  | Bystřice pod Hostýnem    |
| Juřík       | 720   | Juříková      | 762    | Vizovice                 |
| Jakoubek    | 703   | Jakoubková    | 705    | Tanvald                  |
| Jeníček     | 697   | Jeníčková     | 700    | Blatná                   |
| Jurásek     | 686   | Jurásková     | 753    | Uherský Brod             |
| Jícha       | 682   | Jíchová       | 726    | Blatná                   |
| Jiříček     | 670   | Jiříčková     | 744    | Valašské Meziříčí        |
| Jarolím     | 660   | Jarolímová    | 723    | Lysá nad Labem           |
| Jonák       | 650   | Jonáková      | 658    | Roudnice nad Labem       |
| Janko       | 648   | Janková       | 1 268  | Nové Město nad Metují    |
| Jůza        | 641   | Jůzová        | 643    | Tišnov                   |
| Jung        | 604   | Jungová       | 674    | Horšovský Týn            |
| Janouch     | 600   | Janouchová    | 604    | Nový Bydžov              |
| Janek       | 596   | Janková       | 1 268  | Bystřice pod Hostýnem    |
| Janek       | 596   | Janeková      | 113    | Bystřice pod Hostýnem    |
| Jordán      | 594   | Jordánová     | 602    | Luhačovice               |
| Juříček     | 592   | Juříčková     | 653    | Rožnov pod Radhoštěm     |
| Jano        | 591   | Janová        | 762    | Děčín                    |
| Jirout      | 577   | Jiroutová     | 600    | Holice                   |
| Juránek     | 575   | Juránková     | 591    | Tišnov                   |
| Jurka       | 572   | Jurková       | 1 085  | Moravské Budějovice      |
| Juřena      | 561   | Juřenová      | 611    | Otrokovice               |
| Jindřich    | 559   | Jindřichová   | 614    | Stod                     |
| Jurák       | 555   | Juráková      | 622    | Uherský Brod             |
| Juračka     | 553   | Juračková     | 598    | Bystřice nad Pernštejnem |
| Javorský    | 553   | Javorská      | 593    | Klatovy                  |
| Jeník       | 553   | Jeníková      | 577    | Nymburk                  |
| Jehlička    | 544   | Jehličková    | 571    | Hlinsko                  |
| Jahn        | 525   | Jahnová       | 543    | Vítkov                   |
| Janský      | 514   | Janská        | 575    | Kralovice                |
| Jurča       | 509   | Jurčová       | 592    | Rožnov pod Radhoštěm     |
| Jankovský   | 504   | Jankovská     | 538    | Sedlčany                 |
| Jarolímek   | 495   | Jarolímková   | 473    | Dvůr Králové nad Labem   |
| Jambor      | 488   | Jamborová     | 509    | Nové Město na Moravě     |
| Just        | 484   | Justová       | 583    | Bystřice nad Pernštejnem |
| Juráň       | 484   | Juráňová      | 473    | Vsetín                   |
| Janoš       | 483   | Janošová      | 538    | Hlučín                   |
| Jirkovský   | 483   | Jirkovská     | 478    | Louny                    |
| Jiráček     | 442   | Jiráčková     | 479    | Sedlčany                 |
| Jurek       | 432   | Jurková       | 1 085  | Frenštát pod Radhoštěm   |
| Jurek       | 432   | Jureková      | 32     | Frenštát pod Radhoštěm   |
| Jabůrek     | 428   | Jabůrková     | 412    | Třeboň                   |
| Jandík      | 425   | Jandíková     | 415    | Nepomuk                  |
| Jarkovský   | 420   | Jarkovská     | 451    | Dobruška                 |
| Janouš      | 418   | Janoušová     | 474    | Vlašim                   |
| Jemelka     | 414   | Jemelková     | 385    | Přerov                   |
| Janiš       | 407   | Janišová      | 421    | Valašské Meziříčí        |
| Januš       | 396   | Janušová      | 409    | Vsetín                   |
| Jalůvka     | 391   | Jalůvková     | 412    | Kopřivnice               |
| Janáč       | 389   | Janáčová      | 400    | Valašské Klobouky        |
| Jírů        | 388   | –             | –      | Pelhřimov                |
| Janošek     | 385   | Janošková     | 520    | Rožnov pod Radhoštěm     |
| Jukl        | 380   | Juklová       | 397    | Polička                  |
| Jakubík     | 371   | Jakubíková    | 391    | Odry                     |
| Jiskra      | 369   | Jiskrová      | 403    | Litomyšl                 |
| Jungmann    | 368   | Jungmannová   | 379    | Beroun                   |
| Jíša        | 351   | Jíšová        | 394    | Benešov                  |
| Jandl       | 340   | Jandlová      | 388    | Polička                  |
| Joska       | 337   | Josková       | 372    | Chotěboř                 |
| Jurášek     | 335   | Jurášková     | 364    | Holešov                  |
| Juchelka    | 334   | Juchelková    | 356    | Opava                    |
| Jarý        | 334   | Jará          | 350    | Dobříš                   |
| Jirman      | 333   | Jirmanová     | 332    | Broumov                  |
| Jiřička     | 327   | Jiřičková     | 355    | Vrchlabí                 |
| Jirouš      | 326   | Jiroušová     | 319    | Jilemnice                |
| Jankovič    | 317   | Jankovičová   | 343    | Břeclav                  |
| Jaša        | 316   | Jašová        | 393    | Velké Meziříčí           |
| Jadrný      | 315   | Jadrná        | 346    | Slavkov u Brna           |
| Jandera     | 314   | Janderová     | 358    | Česká Třebová            |
| Jura        | 312   | Jurová        | 317    | Náměšť nad Oslavou       |
| Jureček     | 307   | Jurečková     | 1 147  | Lanškroun                |
| Jäger       | 307   | Jägerová      | 297    | Železný Brod             |
| Jirásko     | 306   | Jirásková     | 2 663  | Nová Paka                |
| Juřička     | 305   | Juřičková     | 354    | Vsetín                   |
| Jirsák      | 305   | Jirsáková     | 288    | Vysoké Mýto              |
| Jagoš       | 301   | Jagošová      | 325    | Veselí nad Moravou       |
| Jakubů      | 298   | –             | –      | Semily                   |
| Janošík     | 292   | Janošíková    | 326    | Valašské Klobouky        |
| Janeba      | 289   | Janebová      | 306    | Holice                   |
| Jebavý      | 288   | Jebavá        | 295    | Jilemnice                |
| Joch        | 284   | Jochová       | 302    | Veselí nad Moravou       |
| Januška     | 281   | Janušková     | 324    | Luhačovice               |
| Juhaňák     | 279   | Juhaňáková    | 247    | Znojmo                   |
| Jindrák     | 275   | Jindráková    | 286    | Sedlčany                 |
| Jokl        | 274   | Joklová       | 319    | Bystřice nad Pernštejnem |
| Juráček     | 268   | Juráčková     | 298    | Bystřice nad Pernštejnem |
| Juráš       | 268   | Jurášová      | 270    | Rýmařov                  |
| Janošec     | 265   | Janošcová     | 251    | Frýdlant nad Ostravicí   |
| Janošec     | 265   | Janošecová    | 7      | Frýdlant nad Ostravicí   |
| Jerie       | 262   | Jeriová       | 209    | Jilemnice                |
| Jerie       | 262   | Jerieová      | 21     | Jilemnice                |
| Jasanský    | 261   | Jasanská      | 286    | Česká Třebová            |
| Jurajda     | 261   | Jurajdová     | 265    | Rožnov pod Radhoštěm     |
| Jakš        | 258   | Jakšová       | 368    | Kravaře                  |
| Jošt        | 255   | Joštová       | 269    | Bílina                   |
| Janecký     | 254   | Janecká       | 262    | Vysoké Mýto              |
| Janás       | 251   | Janásová      | 247    | Veselí nad Moravou       |
| Jára        | 251   | Járová        | 245    | Nepomuk                  |
| Jun         | 246   | Junová        | 368    | Chotěboř                 |
| Javorek     | 246   | Javorková     | 302    | Třinec                   |
| Jurkovič    | 245   | Jurkovičová   | 267    | Hodonín                  |
| Jírovec     | 244   | Jírovcová     | 264    | Milevsko                 |
| Jireš       | 244   | Jirešová      | 238    | Králíky                  |
| Jakub       | 243   | Jakubová      | 368    | Podbořany                |
| Jetmar      | 243   | Jetmarová     | 272    | Vysoké Mýto              |
| Jurenka     | 238   | Jurenková     | 243    | Králíky                  |
| Janovec     | 238   | Janovcová     | 227    | Žamberk                  |
| Jursa       | 237   | Jursová       | 252    | Třinec                   |
| Jan         | 236   | Janová        | 762    | Kaplice                  |
| Jakubčík    | 233   | Jakubčíková   | 228    | Nepomuk                  |
| Jahelka     | 232   | Jahelková     | 242    | Dvůr Králové nad Labem   |
| Ječný       | 223   | Ječná         | 232    | Frýdlant                 |
| Jančařík    | 219   | Jančaříková   | 256    | Uherský Brod             |
| Jandák      | 219   | Jandáková     | 219    | Kolín                    |
| Jakubíček   | 218   | Jakubíčková   | 195    | Veselí nad Moravou       |
| Jungwirth   | 217   | Jungwirthová  | 197    | Český Krumlov            |
| Jon         | 214   | Jonová        | 221    | Jilemnice                |
| Jeništa     | 213   | Jeništová     | 232    | Vlašim                   |
| Jirotka     | 213   | Jirotková     | 222    | Kladno                   |
| Jiráň       | 212   | Jiráňová      | 205    | Prachatice               |
| Jičínský    | 209   | Jičínská      | 238    | Pardubice                |
| Janalík     | 208   | Janalíková    | 196    | Holešov                  |
| Jochec      | 208   | Jochcová      | 183    | Vsetín                   |
| Jochec      | 208   | Jochecová     | 27     | Vsetín                   |
| Janura      | 207   | Janurová      | 213    | Tábor                    |
| Jína        | 207   | Jínová        | 197    | Semily                   |
| Jiran       | 207   | Jiranová      | 190    | Vodňany                  |
| Janouškovec | 204   | Janouškovcová | 214    | Kralovice                |
| Josefík     | 203   | Josefíková    | 191    | Uherský Brod             |
| Jirovský    | 201   | Jirovská      | 221    | Benešov                  |
| Jurčák      | 200   | Jurčáková     | 207    | Vizovice                 |